# Actizera anisophthalma
Actizera anisophthalma är en fjärilsart som beskrevs av Vincenz Kollar 1850. Actizera anisophthalma ingår i släktet Actizera och familjen juvelvingar. Inga underarter finns listade i Catalogue of Life.